# Németországban történt légi közlekedési balesetek listája
A Németországban történt légi közlekedési balesetek listája mind a halálos áldozattal járó, mind pedig a kisebb balesetek, meghibásodások miatt történt, gyakran csak az adott légiforgalmi járművet érintő baleseteket is tartalmazza évenkénti bontásban.

## Németországban történt légi közlekedési balesetek

### 1944
- 1944 végén, Ballenhausen közelében egy mocsárban. Találatot kapott és lezuhant Messerschmitt Bf 109G vadászgép. A gép pilótájának földi maradványait nem találták meg, így valószínű, hogy túlélte az esetet.[1]

### 1958
- 1958 február 6., München. A British European Airways légitársaság Airspeed AS–57 Ambassador típusú utasszállító repülőgépe nem tudott felszállni a kifutóról, ezért egy kerítésnek csapódott. A balesetben 23 fő vesztette életét, 21 fő túlélte a tragédiát.[2]

### 2014

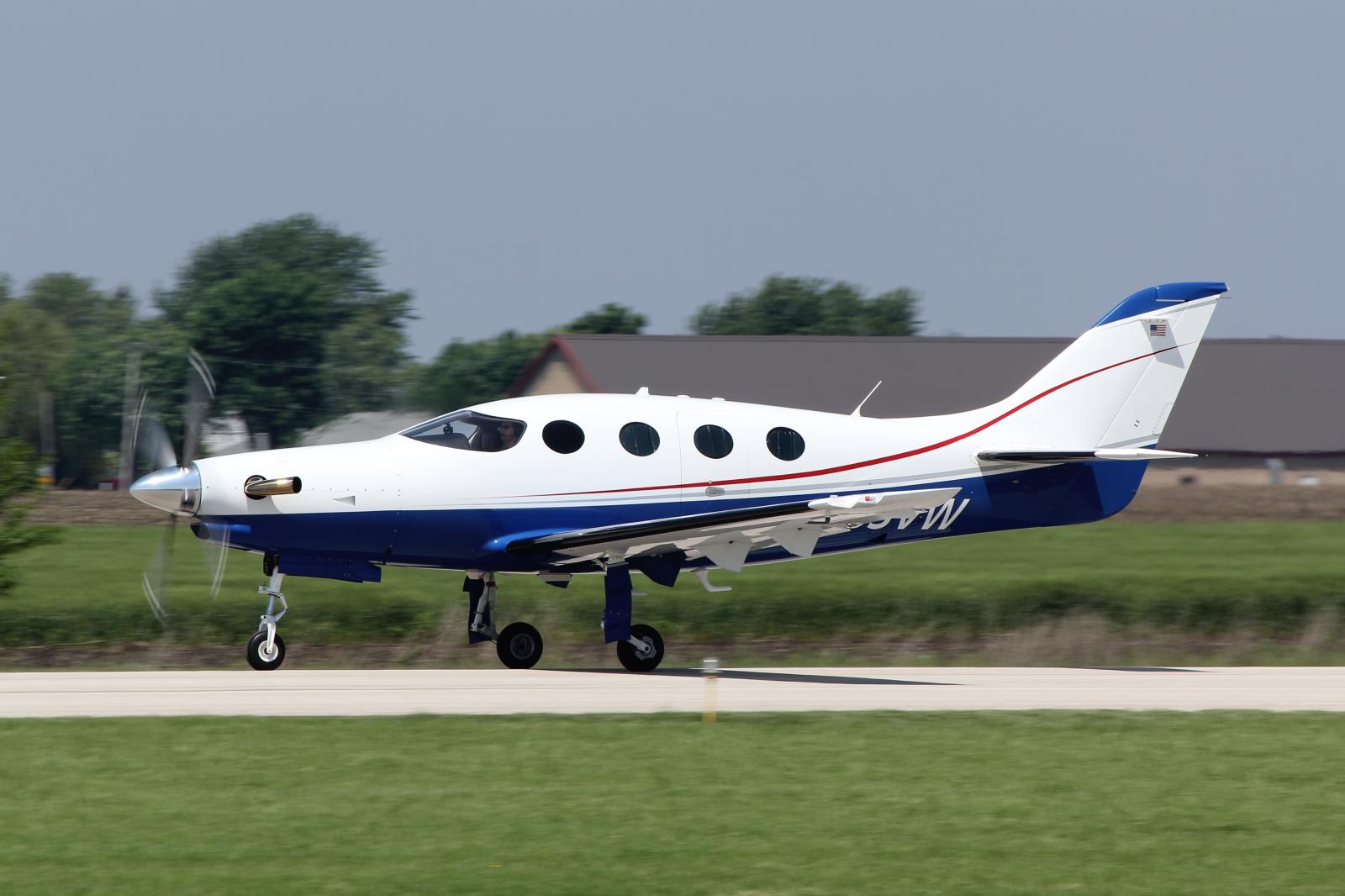
Egy Epic LT típusú egymotoros repülőgép

- 2014. június 23., Olsberg közelében. A Német Légierő Eurofighter Typhoon típusú vadászgépe összeütközött a levegőben a GFD Gesellschaft Fur Flugzieldarstellung légitársaság Learjet 35A típusú repülőgépével. A balesetben a katonai gép pilótája biztonságosan leszállt a közeli Nörvenich Légibázison. A Learjet kétfős személyzete a balesetben életét vesztette, mivel gépük lezuhant.[3]

### 2019
- 2019. március 31. 13:22, Egelsbach repülőtér, Frankfurt am Main. A Siberia Airlines (másik nevén S7) társtulajdonosa, az orosz állampolgárságú Natalia Flieva leszállás közben lezuhant magángépével, amely kigyulladt. A gép Cannes-ból tartott Frankfurtba. A repülőgép egy Epic-Lt típusú hat üléses gép volt. A milliomosnőn kívül a pilóta és egy utas vesztette életét.[4][5]
- 2019. június 24., Laage közelében a Drewitzer tó mellett, Malchow település. A Bundeswehr kettő Eurofighter Typhoon típusú vadászgépe a levegőben, gyakorlatozás közben összeütközött. A két pilóta katapultált, ám egyikük életét vesztette a balesetben.[6]
- 2019. július 20., Bruchsal. Egy francia gyártású német lajstromjelű kisrepülőgép a helyi Bauhaus áruházra zuhant. A balesetben 3 fő vesztette életét.[7]
- 2019. szeptember 14., Berlin. Lezuhant egy Cessna 208-as típusú repülőgép. A gépen utazó ejtőernyősök időben elhagyták a repülőt. A gép 31 éves pilótája, F. Ottó életét vesztette a balesetben.[8]
- 2019. október 08., Trier közelében. Lezuhant az Amerikai Egyesült Államok Légierejének egyik F–16 típusú vadászgépe. A pilóta katapultált és túlélte a balesetet.[9]

### 2020
- 2020. május 30. Langenhahn. Lezuhant egy kisrepülő Németország nyugati részén. A pilóta kórházba került, de túlélte az esetet, a ház két lakója sértetlenül megúszta a balesetet.[10]